# Daihatsu Vesta
Der Daihatsu Vesta war ein vierrädriges Nutzfahrzeug, das Daihatsu im Oktober 1958 präsentierte. Hierbei handelte es sich um einen Pick-up mit Stahlaufbau im Heckbereich, wahlweise auch mit Seitenfenster. Angetrieben wurde der Vesta durch einen Viertakt-Ottomotor mit 1000 cm³. 1970 löste der Daihatsu Delta den Vesta ab.